# USV St. Anna
Der Union Sportverein Raiffeisenbank Weindorf St. Anna am Aigen ist ein Fußballverein aus der steirischen Gemeinde Sankt Anna am Aigen im Bezirk Südoststeiermark. Der Verein gehört dem Steirischen Fußballverband (STFV) an und spielt seit der Saison 2019/20 in der dritthöchsten Leistungsstufe, der Regionalliga Mitte.

## Geschichte

### Anfangsjahre
Der USV St. Anna wurde 1974 gegründet. Ohne nennenswerte Erfolge verbrachte man die ersten 30 Jahre im steirischen Unterhaus. In der Saison 2004/05 belegte man den fünften Rang in der sechstklassigen Unterliga Süd. Die Saison 2005/06 beendete man auf dem dritten Platz, auf Meister SU Straden fehlten St. Anna zehn Punkte. In der Saison 2006/07 konnte man sich wieder verbessern, diesmal beendete man die Spielzeit als Vizemeister mit vier Punkten Rückstand auf den Meister USV Hof. In der Saison 2007/08 konnte man schließlich als Meister der Unterliga Süd in die fünftklassige Oberliga aufsteigen, man hatte einen Vorsprung von drei Punkten auf Vizemeister USV Siebing.
Die erste Saison in der Oberliga Süd/Ost beendete man als Zwölfter von 14 Vereinen. In der Saison 2009/10 konnte man sich auf den neunten Tabellenrang verbessern. In der Saison 2010/11 verbesserte man sich erneut und belegte zu Saisonende den siebten Rang. Die Saison 2011/12 beendete man als Vorletzter, auf den Tabellenletzten SU Straden hatte man neun Punkte Vorsprung. Auf die bisher schlechteste Oberliga-Saison folgte 2012/13 die beste: Hinter dem USV Gnas und dem USV Mettersdorf belegte man zu Saisonende den dritten Tabellenplatz.
In der Saison 2013/14 wurde man mit fünf Punkten Vorsprung auf Mettersdorf Meister der Oberliga Süd/Ost und stieg somit in die viertklassige Landesliga auf.

### Steirische Landesliga (2014–2019)
In der Debütsaison in der Landesliga belegte man nach starkem Saisonfinish den zehnten Rang, nachdem man lange Zeit auf den Abstiegsrängen verbrachte. 
Am Beginn der nächsten Saison musste der Verein einen schweren Schlag hinnehmen. Der langjährige Präsident Walter Pranger (seit 2007 im Amt) verstarb im Juli 2015 mit nur 42 Jahren. Nachfolger wurde im April 2016 der Schweizer Heinz Fahrni. Sportlich startete der Verein in die Spielzeit 2015/16 mit einer Niederlage im ersten Spiel, anschließend legte man eine beeindruckende Serie mit 13 Spielen ohne Niederlage hin. Am Ende beendete der Verein die Saison nach langem Zweikampf mit dem FC Gleisdorf 09 mit zwei Punkten Rückstand als Vizemeister. Mit 69 erzielten Toren stellte St. Anna den besten Wert der Liga, 26 Treffer davon konnte Stürmer Marko Guja markieren, der sich damit zum Torschützenkönig krönte.
Zur Saison 2016/17 übernahm der ehemalige österreichische Nationalspieler Tomislav Kocijan das Traineramt. Der Verein belegte am Ende nur den dritten Rang, trotz eines neuerlichen Laufes von zwischenzeitlich 15 Spielen ohne Niederlage. Auf Meister TuS Bad Gleichenberg fehlten St. Anna schlussendlich sieben, auf den zweitplatzierten ASK Voitsberg drei Punkte. Zu Hause bewies man sich zudem äußerst stark, in 15 Heimspielen musste man sich nur einmal geschlagen geben. Außerdem konnte sich Marko Guja erneut die Torjägerkrone sichern, wieder mit 26 erzielten Toren.
Die Saison 2017/18 beendete man ein zweites Mal als Vizemeister, auf den Grazer AK fehlten sechs Punkte, somit konnte man dem Durchmarsch des Grazer Traditionsklubs nach dessen sportlichen Neustart nur bedingt etwas entgegensetzen. Der Verein lieferte abermals den Bestwert nach erzielten Saisontoren (75).
In der Saison 2018/19 konnte der aufstiegsambitionierte Klub schließlich mit einem Vorsprung von zwölf Punkten auf den USV Gnas Meister der Landesliga werden und somit in die Regionalliga aufsteigen. Ab dem fünften Spieltag befand man sich ununterbrochen auf dem ersten Platz, zudem musste man ab dem 19. Spieltag keine Niederlage mehr hinnehmen. Der Verein stellte neben der stärksten Offensive mit 78 Toren nun auch die stärkste Defensive der Liga mit nur 34 Gegentreffern. Spielmacher Christoph Kobald wurde mit 23 Saisontoren zudem als bester Torschütze der Liga ausgezeichnet.

### Regionalliga Mitte (seit 2019)
Als Aufsteiger konnte man den Schwung der Meistersaison in die nächsthöhere Spielklasse mitnehmen und startete mit sechs Siegen aus sechs Spielen, unter anderem errang man einen Sieg (3:0) im ersten Südoststeiermark-Derby der Regionalliga beim TuS Bad Gleichenberg vor 1.700 Zuschauern. Der Ligaabbruch in den österreichischen Amateurligen aufgrund der Covid-19-Pandemie führte dazu, dass man die Saison nach 17 Spieltagen auf dem achten Rang beendete. Zudem nahm man erstmals am ÖFB-Cup teil, wo man in den ersten beiden Runden den Ligakonkurrenten SC Kalsdorf (1:0) und den Zweitligisten FC Dornbirn (2:0) besiegte. Erst im Achtelfinale musste man sich dem SKU Amstetten mit 3:0 geschlagen geben.
In der Saison 2020/21 bekam man bereits in der ersten Runde ÖFB-Cup den Bundesligisten WSG Tirol zugelost. Infolge der Covid-19-Sicherheitbestimmungen wurde das Heimrecht nicht wie üblich den unterklassigen Vereinen, sondern den Erstligaclubs erteilt und man musste im Gernot-Langes-Stadion eine 3:1-Niederlage hinnehmen. Auch diese Saison konnte aufgrund der anhaltenden Einschränkungen durch die Pandemie nicht planmäßig zu Ende gespielt werden und wurde nach 13 Spieltagen abgebrochen. Der Verein belegte mit einem Punkt weniger als der FC Gleisdorf 09 den zweiten Platz, St. Anna hätte jedoch noch das Spiel des 13. Spieltages zu absolvieren gehabt. Neuzugang Michael Tieber belegte zu dem Zeitpunkt mit 14 Treffern den ersten Platz der Torschützenliste.
Die Saison 2021/22 startete mit dem Kracher in der ersten Runde des österreichischen Cups gegen den GAK, jedoch verlor man das Spiel gegen den Zweitligisten vor eigenem Publikum mit 2:1.

## Kampfmannschaft

### Trainerteam
Stand: 30. April 2023
| Funktion       | Name                | Geburtsdatum | Nationalität | beim Verein seit | letzter Verein       |
| -------------- | ------------------- | ------------ | ------------ | ---------------- | -------------------- |
| Trainer        | Hannes Matheuschitz | 09.09.1979   | Osterreich   | 04/2023          | Co-Trainer           |
| Torwarttrainer | Roman Suschetz      | 27.10.1975   | Osterreich   | 01/2023          | SV Union Sturm Klöch |

### Aktueller Kader
Stand: 30. April 2023